# Vogtsbächle
Das Vogtsbächle ist ein weniger als einen Kilometer langer linker und südöstlicher Zufluss des Göttelbaches im baden-württembergischen Landkreis Rottweil, der im Mittleren Schwarzwald innerhalb des Stadtgebiets von Schramberg verläuft.

## Verlauf
Das Vogtsbächle entsteht auf dem Gebiet des Stadtteils Sulgen im Hangwald westlich des Wohnplatzes Steighäusle aus dem Zusammenfluss von zwei kurzen Quellbächen.
Der Bach fließt zunächst in westlicher Richtung durch Wald und dreht sich bald mehr und mehr auf nordwestlichen Lauf. Er läuft am Waldrand entlang und am Vogthof vorbei und erreicht dann den Südrand von Schramberg. Er zieht danach westwärts an der Südseite der Straße Am Vogtsbach entlang und wird auf seiner linken Seite von einem kleinen Waldbach gespeist.
Er unterquert die Straße Auf dem Heideckle, taucht für ein kurzes Stück an deren Nordseite entlang nochmals an der Oberfläche auf und verschwindet dann nach etwa 0,9 km endgültig in der Kanalisation. Aus dieser wird er danach vermutlich dem Göttelbach zugeleitet.

## Geologie
Im Einzugsgebiet stehen Gesteine vom Unteren Muschelkalk nur am Südostrand über den dominierenden Buntsandstein bis zuletzt hinab zur Schramberg-Formation im Rotliegend an.

## Schutzgebiet
Das Einzugsgebiet liegt im großen Naturpark Schwarzwald Mitte/Nord.